# Новодунаєвецька селищна територіальна громада
Новодунаєвецька селищна територіальна громада — територіальна громада в Україні, в Кам'янець-Подільському районі (до 2020 року Дунаєвецький район) Хмельницької області. Адміністративний центр — селище Дунаївці.
Площа громади — 260,78 км², населення — 10 502 мешканці (2018).
Утворена 13 серпня 2015 року шляхом об'єднання Дунаєвецької селищної ради та Лошковецької, Малієвецької, Малокарабчіївської, Міцовецької, Морозівської, Підлісномукарівської, Ставищенської, Тернівської, Тиннянської, Томашівської, Удріївської сільських рад Дунаєвецького району.

## Населені пункти
У складі громади 18 населених пунктів — 1 селище і 17 сіл, що входять до 11 старостинських округів:
| Населений пункт      | Старостинський округ | Населення (2015) |
| -------------------- | -------------------- | ---------------- |
| Дунаївці             | центр ОТГ            | 2758             |
| Міцівці              | Міцовецький          | 1412             |
| Томашівка            | Томашівський         | 1125             |
| Лошківці             | Лошковецький         | 1013             |
| Підлісний Мукарів    | Підлісномукарівський | 876              |
| Тинна                | Тиннянський          | 675              |
| Маліївці             | Малієвецький         | 629              |
| Морозів              | Морозівський         | 592              |
| Тернова              | Терновський          | 555              |
| Ставище              | Ставищенський        | 501              |
| Удріївці             | Удріївецький         | 420              |
| Малий Карабчіїв      | Малокарабчіївський   | 378              |
| Гута-Морозівська     | Морозівський         | 169              |
| Слобідка-Малієвецька | Малієвецький         | 153              |
| Сприсівка            | Малієвецький         | 140              |
| Варварівка           | Підлісномукарівський | 64               |
| Харитонівка          | Терновський          | 63               |
| Гамарня              | Морозівський         | 1                |